# 查可泰
查可泰（英語：Chakotay），是《星际旅行》虚拟宇宙中的一名虚拟人物，在联邦星舰航海家号上擔任大副。在《星际旅行：》中，此一人物由罗伯特·贝尔特兰扮演。